# Tú Nang
Tú Nang là một xã thuộc huyện Yên Châu, tỉnh Sơn La, Việt Nam.
Xã có diện tích 97,05 km², dân số năm 1999 là 5738 người, mật độ dân số đạt 59 người/km².